# Encarsia armata
Encarsia armata är en stekelart som först beskrevs av Filippo Silvestri 1927.  Encarsia armata ingår i släktet Encarsia och familjen växtlussteklar. Inga underarter finns listade i Catalogue of Life.